# ديفيد رينتول
ديفيد رينتول (بالإنجليزية: David Rintoul)‏ هو ممثل بريطاني، ولد في 29 نوفمبر 1948 في المملكة المتحدة.

## أعمال

### أفلام
- (2011) أسبوعي مع مارلين[4]
- (2011) المرأة الحديدية[5]

## وصلات خارجية
- ديفيد رينتول على موقع IMDb (الإنجليزية)
- ديفيد رينتول على موقع ألو سيني (الفرنسية)
- ديفيد رينتول على موقع ميوزك برينز (الإنجليزية)
- ديفيد رينتول على موقع أول موفي (الإنجليزية)
- ديفيد رينتول على موقع قاعدة بيانات الأفلام السويدية (السويدية)
- ديفيد رينتول على موقع قاعدة بيانات الفيلم (الإنجليزية)
- ديفيد رينتول على موقع كينوبويسك (الروسية)